# Oštrc
Oštrc – wieś w Słowenii, w gminie Kostanjevica na Krki. W 2018 roku liczyła 157 mieszkańców.